# 黎文𠐤之亂
黎文之亂是越南阮朝明命年間在南圻發生的一場叛亂。這場叛亂由黎文𠐤領導，對越南阮朝歷史產生重大影響。
1832年7月，嘉定總鎮黎文悅逝世。明命帝試圖削減黎文悅繼任者的權力，因此廢除了嘉定總鎮的職務，改其為藩安省（又稱嘉定省），將南圻直接置於朝廷統治之下。在黎文悅死後不久，明命帝派遣阮文桂為總督、白春元為布政、阮章達為按察，來到了南圻，接管了南圻軍政等一切事務。新上任的白春元對黎文悅及其支持者的清算。1833年，黎文悅最為器重的部將之一黎文𠐤被阮朝逮捕，隨後在5月10日逃脫。越來越多的人加入叛亂隊伍中，受到鼓舞的黎文𠐤決定挑戰阮朝朝廷的權威。
黎文𠐤宣稱要擁戴故太子阮福景的兒子安和侯阮福旦（阮福美堂）為皇帝。根據長子繼承制，阮福景是先皇嘉隆帝的長子，他的子孫有權繼承皇位。黎文𠐤這個選擇目的是獲得基督徒的支持，因為他們都支持阮福景一系。黎文𠐤更是承諾要保障天主教徒的權利。
1833年5月18日，黎文𠐤成功佔據藩安城（西貢城堡）。他自稱大元帥，設置諸官職，公開與朝廷對抗。
由於明命帝對基督徒的迫害政策，這場叛亂受到了南圻基督徒的廣泛支持。法國巴黎外方傳教會傳教士若瑟·瑪爾香號召基督徒起兵。華僑亦不滿明命帝的統治，劉信、麥進階組織華僑響應叛亂。與此同時，占族人和高地族人也發動柴嵮羅奔王之亂，與之互相聲援。
黎文𠐤的叛軍在短短一個月內佔領了整個南圻。明命帝大感震驚，當即組織大軍南下前去鎮壓。黎文𠐤退守藩安城，派人前去暹羅求救。暹羅王拉瑪三世接受其請求，派博丁德差率陸軍攻打駐紮在柬埔寨和寮國的越南軍隊；又派瑪哈·巴育拉翁率水軍前往西貢救援。1834年夏季，這兩隻軍隊被越南阮朝分別擊退。隨後的戰事轉而對阮朝官軍有利，官軍包圍藩安城。黎文𠐤在圍城戰中死去，其八歲的兒子黎文鴝繼位。
1835年9月，官軍攻破藩安城並對叛軍進行大肆屠殺。1831人遭到處決，他們的屍體被集中埋在一個大墓裡。這個墓當時被稱為「偽墓」，位於今日胡志明市第三郡。只有黎文鴝、若瑟·瑪爾香等六名主犯暫時免死，隨後被送往順化，於11月5日按照大逆罪淩遲處死。
此次叛亂被平定後，明命帝下令將藩安城拆毀，異地重建。同時，明命帝下令將黎文悅之墓夷為平地。經歷此次叛亂，越南與暹羅的關係徹底決裂。此次叛亂被鎮壓後，越南對基督徒的迫害更加嚴厲，朝廷大肆搜捕基督徒並處死傳教士。其中在1836年至1838年期間最為嚴厲，共有六名傳教士在此期間遭到處決。其中，聖讓-夏爾·高爾內、伯多祿·博里二人後來被封為越南殉道聖人。